# Talulah Riley
Talulah Riley (født 26. september 1985 i Hertfordshire, England) er en engelsk skuespillerinde. Hun er kendt som Mary Bennet i Stolthed og fordom fra (2005).
Riley Blev gift med Elon Musk i 2010 i Dornoch Cathedral i Det skotske højland. Parret blev skilt i marts 2012.
I juli 2013 blev de gift igen, men de blev skilt igen i oktober 2016.
Hun blev i 2024 gift med skuespilleren Thomas Brodie-Sangster.

## Filmografi
Film
| År   | Titel                                        | Rolle                         | Noter                               |
| ---- | -------------------------------------------- | ----------------------------- | ----------------------------------- |
| 2005 | Stolthed og fordom                           | Mary Bennet                   |                                     |
| 2007 | St Trinian's                                 | Annabelle Fritton             |                                     |
| 2007 | Friends Forever                              | Grace                         | Kortfilm                            |
| 2007 | Wilder                                       | Carro                         | [ 7 ]                               |
| 2009 | The Boat That Rocked                         | Marianne                      |                                     |
| 2009 | The Summer House                             | Jane                          | Kortfilm                            |
| 2009 | St Trinian's 2: The Legend of Fritton's Gold | Annabelle Fritton             |                                     |
| 2010 | Inception                                    | Eames's Blonde Woman disguise |                                     |
| 2010 | Love & Distrust                              | Jane                          | Archive footage of The Summer House |
| 2011 | The Dilemma                                  | Concept Car Spokesmodel       |                                     |
| 2011 | Revenge of the Electric Car                  | Sig selv                      | Dokumentar                          |
| 2012 | The Knot                                     | Alexandra                     |                                     |
| 2012 | White Frog                                   | Ms. Lee                       |                                     |
| 2012 | Transmission                                 | TBA                           |                                     |
| 2013 | The Liability                                | The Girl                      |                                     |
| 2013 | In a World...                                | Pippa                         |                                     |
| 2013 | Thor: The Dark World                         | Asgardian Nurse               |                                     |
| 2015 | Scottish Mussel                              | Beth                          | Also writer and director            |
| 2015 | The Bad Education Movie                      | Phoebe                        |                                     |
| 2016 | Submerged                                    | Jessie                        |                                     |
| 2018 | The Last Witness                             | Jeanette Mitchell             |                                     |
| 2020 | Bloodshot                                    | Gina DeCarlo                  |                                     |
| 2021 | Father Christmas Is Back                     | Vicky Christmas               |                                     |

Tv
| År        | Titel                    | Rolle               | Noter                                                        |
| --------- | ------------------------ | ------------------- | ------------------------------------------------------------ |
| 2003      | Agatha Christie's Poirot | Young Angela Warren | Episode: "Five Little Pigs"                                  |
| 2006      | Agatha Christie's Marple | Megan Hunter        | Episode: "The Moving Finger"                                 |
| 2007      | Nearly Famous            | Lila Reed           | Hovedrolle; 6 episoder                                       |
| 2008      | Phoo Action              | Lady Elenor Rigsby  | Cancelled before broadcast                                   |
| 2008      | Doctor Who               | Miss Evangelista    | Episodes: "Silence in the Library"/"Forest of the Dead"      |
| 2008      | The Gemma Factor         | Nell                | Scenes not broadcast                                         |
| 2016–2018 | Westworld                | Angela              | Recurring role (season 1); main role (season 2); 12 episodes |
| 2022      | Pistol                   | Vivienne Westwood   | Main role; miniseries                                        |
| 2022      | The Elon Musk Show       | Herself             | Three-part docuseries                                        |